# 松岡裕紀
松岡 裕紀（まつおか ひろき、1955年6月26日 - ）は、日本のフリーの男性音響監督。

## 参加作品
※特記のない限り全て音響監督としての参加。

### テレビアニメ
1982年
- 手塚治虫のドン・ドラキュラ[2]
- 一ッ星家のウルトラ婆さん  ※鳥海俊材と連名

1998年
- ようこそロードス島へ！

1999年
- D4プリンセス

2001年
- 花右京メイド隊

2003年
- ウルトラマニアック
- お茶犬 ちょこっとものがたり

2004年
- 陸奥圓明流外伝 修羅の刻

2005年
- アイシールド21
- アニマル横町
- ゾイドジェネシス
- まじかるカナン

2006年
- コヨーテ ラグタイムショー
- 錬金3級 まじかる?ぽか〜ん

2007年
- もえたん

2008年
- 絶対可憐チルドレン

2009年
- 毎日かあさん
- メタルファイト ベイブレード

2010年
- メタルファイト ベイブレード 爆

2011年
- メタルファイト ベイブレード 4D
- 遊☆戯☆王ZEXAL

2012年
- 獣旋バトル モンスーノ
- めざせ世界一!『遊戯王ZEXAL』内村航平選手も出るよスペシャル
- メタルファイト ベイブレード ZEROG
- 遊☆戯☆王ZEXAL II

2013年
- ビーストサーガ

2014年
- 遊☆戯☆王ARC-V

2016年
- カミワザ・ワンダ
- 島耕作のアジア新世紀伝 自動運転車！天才たちの攻防
- ベイブレードバースト

2017年
- ベイブレードバースト ゴッド
- 遊☆戯☆王VRAINS

2018年
- ベイブレードバースト 超ゼツ
- ゾイドワイルド

2019年
- ゾイドワイルド ZERO

### OVA
1987年
- バブルガムクラッシュ！

1992年	 
- スクランブル・ウォーズ 突走れ!ゲノムトロフィーラリー
- 創世機士ガイアース

1993年
- オンナ大好きっ！！ どチンピラ
- ジェノサイバー 虚界の魔獣
- モルダイバー

1995年
- アイドルプロジェクト
- 戦ー少女イクセリオン

2002年
- カナリア 〜この想いを歌に乗せて〜

2009年
- こわれかけのオルゴール（音響演出）

2010年
- 絶対可憐チルドレン 〜愛多憎生!奪われた未来?〜

### 劇場アニメ
1985年
- ケンタウロスの伝説

2010年
- こわれかけのオルゴール

2016年
- 遊☆戯☆王 THE DARK SIDE OF DIMENSIONS

### Webアニメ
- FASTENING DAYS

### ゲーム
- キングダム ハーツ ※清水洋史、向山宏志と共同

### 日本語版演出

#### 実写
- 愛と哀しみの果て
- 愛の疑惑
- 愛の奴隷
- いとこのビニー
- イル・ポスティーノ
- ヴィゴ カメラの前の情事
- ウォルト・ディズニー・スタジオ作品
  - アイ・ラブ・トラブル
  - エアフォース・ワン ※ソフト版
  - エド・ウッド
  - サイン ※ソフト版
  - スターシップ・トゥルーパーズ ※ソフト版
  - ターミナル・ベロシティ ※ソフト版
- 永遠のワルツ/白い犬とワルツを
- エグゼクティブ・デシジョン ※ソフト版
- キャスパー ※DVD・BD版
- キング・オブ・ハーレー
- クレイドル・ウィル・ロック
- ゲッタウェイ ※ソフト版
- ジョン・ウィック:パラベラム
- 新アウターリミッツ
- 人生は、時々晴れ
- スクリーマーズ
- スパイダー/少年は蜘蛛にキスをする
- 素晴らしき日
- スペース・ジャム
- ソラリス
- タロス・ザ・マミー/呪いの封印
- チャイニーズ・ウォリアーズ
- ディズニー作品
  - 奇跡の旅2/サンフランシスコの大冒険
  - ザ・マペッツ
  - ピートと秘密の友達
  - 美女と野獣
  - ホーンテッドマンション
  - マペットのクリスマス・キャロル
  - マペットの宝島
- 20世紀スタジオ作品
  - インデペンデンス・デイ ※ソフト版
  - ウエスト・サイド・ストーリー
  - エイリアン（ディレクターズ・カット版DVD/Blu-ray Disc）
  - ファイト・クラブ ※ソフト版
  - メイド・イン・アメリカ[3]
  - メリーに首ったけ
- ニュー・シネマ・パラダイス ※ソフト版
- ハイ・クライムズ
- パワーレンジャー・映画版
- ビーグル犬 シャイロ
- ピクチャー・パーフェクト 〜彼女が彼に決めた理由〜
- ビッグ・リボウスキ ※VHS・旧DVD版
- フリントストーン/モダン石器時代
- フリントストーン2/ビバ・ロック・ベガス
- ヘブンズ・プリズナー
- マーズ・アタック! ※ソフト版
- 野獣特捜隊

#### アニメ
- 皇帝とわ・た・し
- スワン・プリンセス2/魔王の城
- チキンラン
- ディズニー作品
  - アトランティス 失われた帝国
  - アトランティス 帝国最後の謎
  - アナと雪の女王シリーズ
    - アナと雪の女王
    - アナと雪の女王 エルサのサプライズ
    - アナと雪の女王/家族の思い出
    - アナと雪の女王2

  - アラジンシリーズ
    - アラジン
    - アラジン ジャファーの逆襲
    - アラジン完結編 盗賊王の伝説

  - トイ・ストーリーシリーズ
    - トイ・ストーリー
    - トイ・ストーリー2
    - トイ・ストーリー3
    - ハワイアン・バケーション
    - ニセものバズがやって来た
    - レックスはお風呂の王様

  - 塔の上のラプンツェルシリーズ
    - 塔の上のラプンツェル
    - ラプンツェルのウェディング
    - ラプンツェル あたらしい冒険
    - ラプンツェル ザ・シリーズ

  - ナイトメアー・ビフォア・クリスマス[4]
  - ふしぎの国のアリス ※山田悦司の後任でスペシャル・エディション版の差し替え箇所を担当。
  - フランケンウィニー
  - プリンセスと魔法のキス
  - ポカホンタス
  - ボルト
  - ライアンを探せ
  - ライオン・キング
- 天使のわんちゃん チャーリーとイッチー
- 20世紀スタジオ作品
  - アイス・エイジ
  - アナスタシア
  - おやゆび姫 サンベリーナ[3]
  - タイタンA.E.
  - バルトーク・ザ・マジシャン
- バッグス・バニーとおともだち ※現行吹き替え（VHS）版
- パワーパフガールズシリーズ
  - パワーパフガールズ ※テレビ東京版
  - パワーパフガールズ・ムービー
  - パワーパフガールズ ザ・ファイト・ビフォア・クリスマス
- ピコとコロンブスの冒険
- プリンス・オブ・エジプト
- 魔法の剣 キャメロット

### ドラマCD
- 11人いる!

#### BLCD
- 王様な猫（演出）
- 空中庭園
- 空中庭園 全員サービスオリジナルドラマCD
- タクミくんシリーズ 文庫 そして春風にささやいて（音楽）
- 旦那さま、お手をどうぞ（音響演出）
- 囚われの楽園で王子と
- 僕の銀狐（演出）
- ほんと野獣シリーズ
  - ほんと野獣
  - ほんと野獣 2
  - ほんと野獣 3
  - ほんと野獣 3 限定版ミニドラマCD
- 舞え水仙花（音楽）